# Kårasjön
Kårasjön är en sjö i Sävsjö kommun i Småland och ingår i Lagans huvudavrinningsområde. Sjön är 21,3 meter djup, har en yta på 0,123 kvadratkilometer och är belägen 269 meter över havet. Vid provfiske har abborre, gädda och mört fångats i sjön.

## Delavrinningsområde
Kårasjön ingår i det delavrinningsområde (636430-141670) som SMHI kallar för Ovan 636092-141789. Medelhöjden är 263 meter över havet och ytan är 43,39 kvadratkilometer. Det finns inga delavrinningsområden uppströms utan avrinningsområdet är högsta punkten. Bodaån som avvattnar avrinningsområdet har biflödesordning 3, vilket innebär att vattnet flödar genom totalt 3 vattendrag innan det når havet efter 212 kilometer. Delavrinningsområdet består mestadels av skog (80 procent). Avrinningsområdet har 0,99 kvadratkilometer vattenytor vilket ger det en sjöprocent på 2,3 procent.